# 波洛克索斯
波洛克索斯（英語：Polllokshaws）是一个位于苏格兰格拉斯哥市南边的市郊住宅区。 那里的房屋主要包括一些砂岩住房，塔式住宅楼，以及现代砖制住房式建筑。
这里的住户主要是由工人阶层和中产阶层构成的，另外还有一个很大的南亚籍英国人社区。
近几年该地区涌进了大量的难民；他们住在塔式住宅楼里。虽然大部分本地居民都欢迎他们，但是仍有一部分人厌恶他们，只因为在普遍但并非正确的观念里，格拉斯哥市议会给难民们提供了所有的东西。
波洛克索斯本是一个自治市直到1912年成为格拉斯哥市的一部分。1957年，这个原本是工业区的地方计划成为格拉斯哥的第二个综合发展区（第一个是哈奇孙）。因此整个地区被推倒重建。数量众多的塔式住宅楼拔地而起，但有四栋被毁于索斯桥回廊的重建中。原本这些住宅楼占据的地盘将会有公屋和私人房屋所混杂而成。
波洛克足球俱乐部所在的新地方公园就在这个地区，靠近波洛克索斯东火车站。
在社区中扮演重要角色的是从1854年开始不断发展壮大的波洛克索斯保龄球俱乐部。该俱乐部后于1954年迁入波洛克乡村公园，并一直在那里，因为其周围的景色优美和令人放松。这片土地是由约翰·斯特灵·麦斯韦尔爵士捐赠的。2004年该俱乐部度过了其150年庆典，并且在格拉斯哥市政厅获得了接待。
波洛克索斯也因为20世纪早期的社会学家和苏格兰民族主义者约翰·迈克莱恩而出名。